# Мезенцева, Мария Ивановна
Мария Ивановна Мезенцева (род. 15 февраля 1939, Некрасово, Тюменская область) — советский сельхозработник, оператор машинного доения колхоза «Победа» Юргинского района Тюменской области, полный кавалер ордена Трудовой Славы (1991).

## Биография
Родилась 15 февраля 1939 года в деревне Некрасово ныне Юргинского района Тюменской области в крестьянской семье. Русская. Отец погиб на фронте в 1942 году, с ранних лет помогала матери вести хозяйство. Окончила 7 классов в селе Шипаково, учёбу продолжила в средней школе в селе Юргинское, но не закончила.
Вернувшись домой, пришла работать в колхоз, учётчицей на молочно-товарную ферму. В этой должности проработала недолго, пошла по стопам матери и перешла в доярки. Проработала дояркой на фермах сначала Некрасовской, затем Шипаковской около 40 лет.
Со временем ручной труд сменила машинная дойка. Обслуживая 50 коров, добилась высоких результатов, надаивала до 3500 килограммов молока от каждой коровы. Стала одной из лучших работниц района.
Указами Президиума Верховного Совета СССР от 14 февраля 1975 года и 13 марта 1981 года Мезенцева Мария Ивановна награждена орденами Трудовой Славы 3-й и 2-й степеней.
Указом Президента СССР от 29 октября 1990 года за достижение высоких результатов в увеличении производства и продажи государству сельскохозяйственной продукции на основе применения прогрессивных технологий и передовых методов организации труда Мезенцева Мария Ивановна награждена орденом Трудовой Славы 1-й степени. Стала полным кавалером ордена Трудовой Славы.
Избиралась депутатом районного Совета народных депутатов, членом райкома партии.
Живёт в селе Шипаково Юргинского района.
Награждена орденами Трудовой Славы 1-й (29.10.1990), 2-й (13.03.1981) и 3-й (25.02.1975) степеней, медалями, в том числе «За трудовую доблесть» (08.04.1971) и «За трудовое отличие» (22.03.1966).

## Награды
Награждена орденами Трудовой Славы 1-й, 2-й, 3-й степеней:
3 ст. 14.02.1975 № 12674
2 ст. 13.03.1981 № 11813
1 ст. 29.10.1990 № 838
- медалями, в том числе «За трудовую доблесть» (08.04.1971) и «За трудовое отличие» (22.03.1966)[1] и медалями ВДНХ СССР, знаками «Ударник пятилетки», «Победитель социалистического соревнования»[1].